# Swaffham
Swaffham is een civil parish in het bestuurlijke gebied Breckland, in het Engelse graafschap Norfolk met 7258 inwoners.

## Geschiedenis
De naam Swaffham betekent "woonplaats van de Zwaben", die mogelijk samen met de Angelen en de Saksen naar Engeland gemigreerd zouden zijn.
Vanaf de 14e of 15e eeuw kende Swaffham een bloeiende handel in wol en schapen.

## Infrastructuur
Tot de jaren 1960 had Swaffham een treinstation aan de lijn uit King's Lynn, die zich na Swaffham splitste richting Thetford in het zuiden en Dereham in het oosten.
Oorspronkelijk liep de A47 door Swaffham. Sinds 1981 volgt deze een bypass ten noorden van de plaats.

## Cultuur

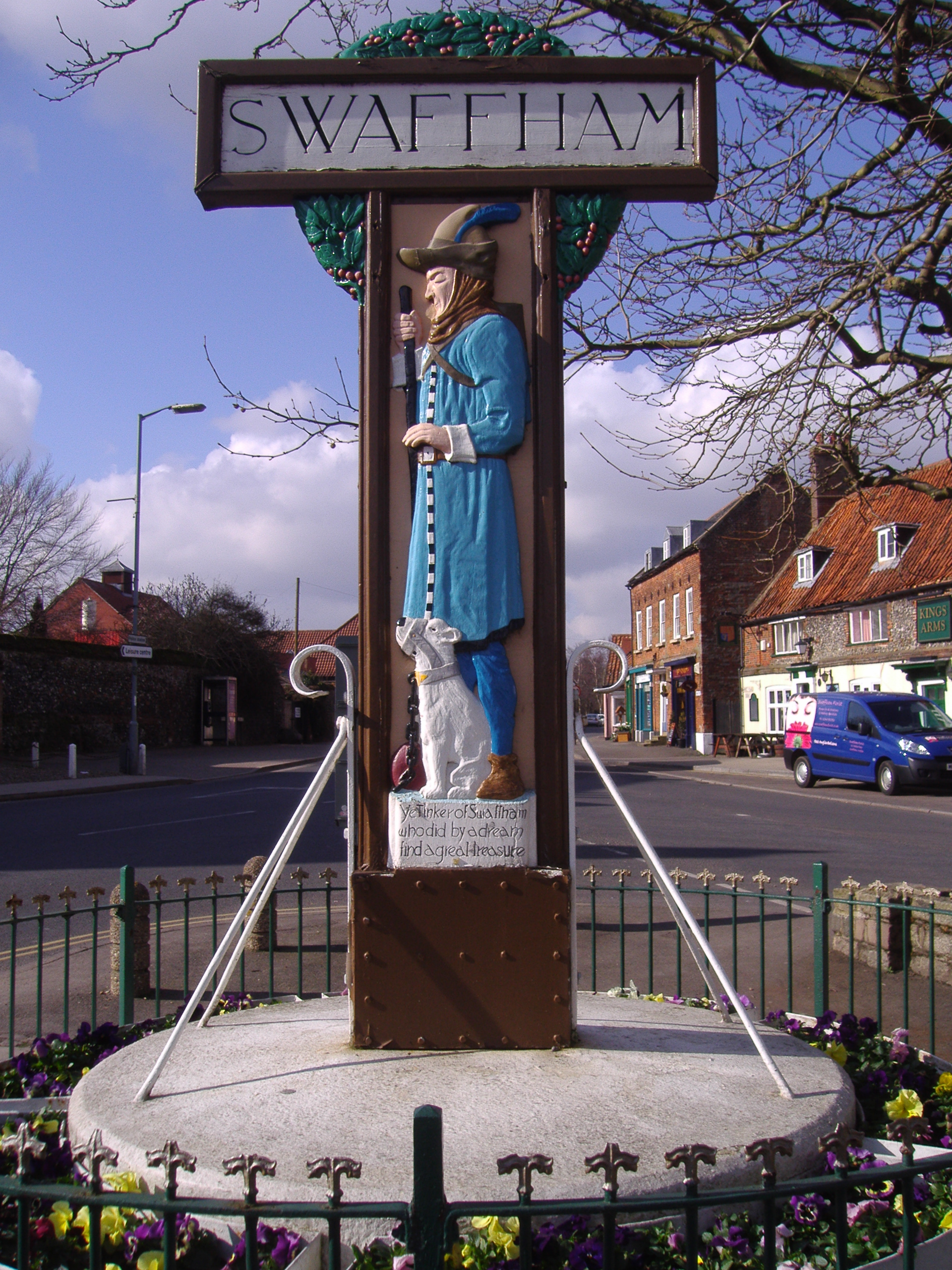
Plaatsnaambord refererend aan het verhaal van "(The) Pedlar of Swaffham"

Het beroemde volksverhaal "(The) Pedlar of Swaffham" gaat over een bedelaar uit deze plaats.
De televisieserie Kingdom (2007–2009) werd grotendeels in Swaffham opgenomen.